# Вернер Штубер
Вернер Штубер (27 січня 1900 — 7 лютого 1957) — швейцарський вершник.
Срібний призер Олімпійських Ігор 1924 року в командному конкурі.